# Antigua Línea 14 (TUVISA)
La antigua línea 14 de TUVISA de Vitoria el centro de la ciudad con el barrio de Lakua.

## Características
Esta línea conectaba el centro de Vitoria con el barrio de Lakua, dando servicio a las oficinas del Gobierno Vasco.
La línea dejó de estar en funcionamiento a finales de octubre de 2009, como todas las demás antiguas líneas de TUVISA, cuándo el mapa de transporte urbano en la ciudad fue modificado completamente.

### Frecuencias
| de lunes a viernes laborables |        |
| de 7:00 a 22:00               | 20 min |
| sábados laborables            |        |
| de 7:00 a 23:00               | 30 min |
| domingos y festivos           |        |
| de 8:00 a 22:00               | 30 min |

| de lunes a viernes laborables |        |
| de 7:10 a 22:10               | 20 min |
| sábados laborables            |        |
| de 7:00 a 23:00               | 30 min |
| domingos y festivos           |        |
| de 8:00 a 22:00               | 30 min |

## Recorrido
La Línea comenzaba su recorrido en la Catedral (Calle Monseñor Estenaga). Giraba a la derecha por Luis Henitz, para después acceder a Sancho el Sabio, desde donde girando a la derecha, accedía a la Avenida de Gasteiz, y después a la Calle Honduras. En la Plaza de América Latina, giraba a la izquierda por Bulevar de Euskal Herria, hasta girar a la derecha para pasar por la Calle San Sebastián. Tras un nuevo giro a la derecha por la Calle Baiona, giraba a la izquierda por Portal del Foronda, para tras un nuevo giro a la izquierda, entrar a la Calle Landaverde, la que abandonaba a la izquierda por la Calle San Sebastián donde se encontraba la parada de regulación horaria.
Tras retomar el recorrido por la Calle San Sebastián, giraba a la izquierda por el Bulevar de Euskal Herria hasta llegar a la Plaza de América Latina, dónde giraba a la derecha por la Calle Honduras y la Avenida de Gasteiz, la que abandonaba por la izquierda por la Calle Sancho El Sabio. En la Plaza de Lovaina, giraba a la izquierda por Magdalena. Rodeaba el centro de la ciudad por la Calle Prado, Plaza de la Virgen Blanca, Calle Mateo Moraza, Calle Olaguíbel, Calle Paz, Calle Independencia, Calle General Álava y Calle Becerro de Bengoa llegaba al punto inicial de la línea.

## Paradas
| KBHFa |

| HST |

| HST |

| HST |

| HST |

| HST |

| HST |

| HST |

| HST |

| HST |

| HST |

| BHF |

| HST |

| HST |

| HST |

| HST |

| HST |

| HST |

| HST |

| HST |

| HST |

| HST |

| KBHFe |

| KBHFa |

| HST |

| HST |

| HST |

| HST |

| HST |

| HST |

| HST |

| HST |

| HST |

| HST |

| BHF |

| HST |

| HST |

| HST |

| HST |

| HST |

| HST |

| HST |

| HST |

| HST |

| HST |

| KBHFe |

| KBHFa |

| HST |

| HST |

| HST |

| HST |

| HST |

| HST |

| HST |

| HST |

| HST |

| HST |

| BHF |

| HST |

| HST |

| HST |

| HST |

| HST |

| HST |

| HST |

| HST |

| HST |

| HST |

| KBHFe |

| KBHFa |

| HST |

| HST |

| HST |

| HST |

| HST |

| HST |

| HST |

| HST |

| HST |

| HST |

| BHF |

| HST |

| HST |

| HST |

| HST |

| HST |

| HST |

| HST |

| HST |

| HST |

| HST |

| KBHFe |